# Jana Chrásková
Jana Chrásková (* 19. května 1948 Opava) je česká výtvarnice.

## Život a dílo
Jana Chrásková se narodila v Opavě 19. května 1948. V letech 1963 až 1967 studovala keramiku na Střední škole uměleckoprůmyslové v Uherském Hradišti, pak pokračovala ve studiích na Vysoké škole uměleckoprůmyslové v Praze, kde absolvovala roku 1973.
Její tvorbou jsou převážně přírodní náměty, tváře a postavy z točené keramiky. Díla jsou zdobené glazurou v přírodních pastelových barvách. Díla pro architekturu (zejména reliéfy a dekorativní plastiky) tvoří od roku 1973. Od roku 1974 je členkou Svazu českých výtvarných umělců. Její díla jsou doma i v zahraničí a vytvořila také plastiku pro Cenu Opavské Thálie a vyhrála celostátní soutěž na výzdobu sanatoria v Klimkovicích (Hýlově). Její reliéfní mozaika na fasádě "Svět dětí / Strom" je součástí expozice Univerzitního muzea VŠB – Technické univerzity Ostrava v Ostravě-Porubě.